# Nazionale maschile di hockey su ghiaccio della Croazia
La nazionale di hockey su ghiaccio maschile della Croazia (Hrvatska reprezentacija u hokeju na ledu) è controllata dalla Federazione di hockey su ghiaccio della Croazia, la federazione croata di hockey su ghiaccio, ed è la selezione che rappresenta la Croazia nelle competizioni internazionali di questo sport.